# Llista de governadors de la Guinea Portuguesa
Aquests és una llista dels governadors de la Guinea Portuguesa (actual Guinea Bissau). Les dates es refereixen a la presa i cessament del càrrec, i les dates en itàlica indiquen la continuïtat de fet del càrrec.
En 1614 la regió de Cacheu esdevingué una colònia portuguesa subjecta a Cap Verd. En 1692 Bissau esdevingué una colònia portuguesa subjecta a Cap Verd. El 21 d'abril de 1870, un arbitratge internacional concedí la regió de Bolama a Portugal, i li fou restaurada l'1 d'octubre d'aquest any. En 1879 Bissau i Cacheu van ser unificades com a colònia de la Guinea Portuguesa i separades de Cap Verd. L'11 de juny de 1951 es va fer una província ultramarina. En 1972 es va fer un estat. La independència de la República de Guinea Bissau va ser proclamada a 24 de setembre de 1973 i reconeguda per Portugal a 10 de setembre de 1974.

## Cacheu
| Període                                                       | Incumbent | Notes                                                |
| ------------------------------------------------------------- | --- | ---------------------------------------------------- |
| Administració, Capitania Major i Govern de la Plaça de Cacheu | |                                                      |
| juliol de 1615 - abril de 1619                                | Baltasar Pereira de Castelo-Branco, Administrador de Cacheu                                                          |                                                      |
| abril de 1619 - juliol de 1620                                | António de Proença, Administrador de Cacheu                                                                          |                                                      |
| juliol de 1620 - 1620                                         | Francisco de Moura, Administrador de Cacheu                                                                          |                                                      |
| 1620 - setembre de 1623                                       | Francisco de Távora, Administrador de Cacheu                                                                         |                                                      |
| setembre de 1623 - c. 1625                                    | ..., Administrador de Cacheu                                                                                         |                                                      |
| c. 1625 - c. 1632                                             | Francisco Sodré Pereira, Administrador de Cacheu                                                                     |                                                      |
| 163? - 1634                                                   | Francisco Nunes de Andrade, Administrador de Cacheu                                                                  |                                                      |
| 1634                                                          | Domingos Lobo Reimão, Administrador de Cacheu                                                                        |                                                      |
| c. 1635 - 163?                                                | Manuel Ferreira de Brito, Administrador de Cacheu                                                                    | Morí en funcions                                     |
| 163? - 1641                                                   | Luís de Magalhães, Capità Major de Cacheu                                                                            |                                                      |
| 1641 - 1644                                                   | Gonçalo de Gamboa de Ayala, Capità Major de Cacheu                                                                   | 1r mandat; morí en 1650                              |
| 1644                                                          | Paulo Barradas da Silva, Capità Major de Cacheu                                                                      | Capità Major en exercisi; morí en 1647               |
| 1644 - 1649                                                   | Gonçalo de Gamboa de Ayala, Capità Major de Cacheu                                                                   | 2n mandat; morí en 1650                              |
| 1648 - 1649                                                   | Belchior Teixeira Cabral, Capità Major de Cacheu                                                                     | Capità Major en exercisi per Gonçalo de Gamboa Ayala |
| 1649 - 1650                                                   | Gaspar Vogado, Capità Major de Cacheu                                                                                | en exercisi                                          |
| 1650                                                          | António Mendes Arnaut, Capità Major de Cacheu                                                                        | No va prendre possessió                              |
| 1650 - 1654                                                   | João Carreiro Fidalgo, Capità Major de Cacheu                                                                        |                                                      |
| c. 1655                                                       | Manuel Paços de Figueiroa, Capità Major de Cacheu                                                                    |                                                      |
| 1655 - 1657                                                   | Francisco Pereira da Cunha, Capità Major de Cacheu                                                                   |                                                      |
| 1657 - 1662                                                   | Manuel Dias Cotrim (Quotrim), Capità Major de Cacheu                                                                 |                                                      |
| 1662 - 1664                                                   | António da Fonseca de Ornelas, Capità Major de Cacheu                                                                |                                                      |
| 1664 - 1667?                                                  | João de Carvalho Moutinho, Capità Major de Cacheu                                                                    |                                                      |
| 1667 - 1670?                                                  | Manuel de Almeida, Capità Major de Cacheu                                                                            |                                                      |
| 1670? - 167?                                                  | Ambrósio Gomes, Capità Major de Cacheu                                                                               | en exercisi (1621 - 1679)                            |
| c. 1671                                                       | Manuel Pacheco de Melo, Capità Major de Cacheu                                                                       |                                                      |
| c. 1671 - c. 1673                                             | Manuel Moniz de Mendonça, Capità Major de Cacheu                                                                     |                                                      |
| c. 1674 - 1676                                                | Sebastião Vidigal da Rosa, Capità Major de Cacheu                                                                    |                                                      |
| 1676 - 1682                                                   | António de Barros Bezerra, Capità Major de Cacheu                                                                    | 1r mandat                                            |
| 1682 - 1685                                                   | Gaspar da Fonseca Pacheco, Capità Major de Cacheu                                                                    |                                                      |
| 1685 - 1686                                                   | João Gonçalves de Oliveira, Capità Major de Cacheu                                                                   |                                                      |
| 1686 - 1688                                                   | António de Barros Bezerra, Capità Major de Cacheu                                                                    | 2n mandat                                            |
| 1688 - 1689                                                   | Rodrigo de Oliveira da Fonseca, Capità Major de Cacheu                                                               |                                                      |
| 1689 - 1690                                                   | José Pinheiro da Câmara, Capità Major de Cacheu                                                                      | 1r mandat                                            |
| 1690 - 1691                                                   | Domingos Monteiro de Carvalho, Capità Major de Cacheu                                                                | Morí en funcions                                     |
| 1691 - 7 de gener de 1692                                     | Santos Vidigal Castanho, Capità Major de Cacheu                                                                      | 1r mandat; morí en 1707                              |
| 7 de gener de 1692 - 15 de març de 1694                       | José Pinheiro da Câmara, Capità Major de Cacheu                                                                      | 2n mandat                                            |
| 1694 - 1706                                                   | Santos Vidigal Castanho, Capità Major de Cacheu                                                                      | 2n mandat; morí en 1707                              |
| 1706 - juny de 1708                                           | Paulo Gomes de Abreu e Lima, Capità Major de Cacheu                                                                  | (1664 - 17??)                                        |
| 1708 - 1715                                                   | ..., Capità Major de Cacheu                                                                                          |                                                      |
| 1715 - 1719                                                   | António de Barros Bezerra, Jr., Capità Major de Cacheu                                                               | 1r mandat; morí en 1737                              |
| 1719 - 17??                                                   | Inácio Lopes Ferreira, Capità Major de Cacheu                                                                        |                                                      |
| 17?? - c. 1721                                                | Manuel Lopes Lobo, Capità Major de Cacheu                                                                            | 1r mandat                                            |
| c. 1721 - 17??                                                | António de Barros Bezerra, Jr., Capità Major de Cacheu                                                               | 2n mandat; morí en 1737                              |
| c. 1723 - 1727?                                               | Pedro de Barros, Capità Major de Cacheu                                                                              |                                                      |
| 1727? - 1730?                                                 | Manuel Lopes Lobo, Capità Major de Cacheu                                                                            | 2n mandat                                            |
| 1730 - 1731                                                   | João Perestrelo, Capità Major de Cacheu                                                                              |                                                      |
| 1731 - 1734                                                   | António de Barros Bezerra, Jr., Capità Major de Cacheu                                                               | 3r mandat; morí en 1737                              |
| 1733 - c. 1737                                                | João Pereira de Carvalho, Capità Major de Cacheu                                                                     |                                                      |
| c. 1737 - c. 1740                                             | Damião de Bastos, Capità Major de Cacheu                                                                             |                                                      |
| c. 1741 - 174?                                                | Nicolau de Pina de Araújo, Capità Major de Cacheu                                                                    |                                                      |
| c. 1744                                                       | Manuel Pires Correia, Capità Major de Cacheu                                                                         |                                                      |
| c. 1747                                                       | Dionísio de Carvalho de Abreu, Capità Major de Cacheu                                                                |                                                      |
| 1748 - 1751                                                   | João de Távora, Capità Major de Cacheu                                                                               | (1703 - 1752)                                        |
| 1751 - c. 1755                                                | Francisco Roque Souto-Maior, Capità Major de Cacheu                                                                  |                                                      |
| c. 1765 - 1766                                                | Sebastião da Cunha Souto-Maior, Capità Major de Cacheu                                                               |                                                      |
| 1766 - 1770                                                   | Bernardo de Azevedo Coutinho, Capità Major de Cacheu                                                                 |                                                      |
| 1770 - c. 1775                                                | José Vicente Pereira, Capità Major de Cacheu                                                                         |                                                      |
| 1775 - 1780                                                   | António Vaz de Araújo, Capità Major de Cacheu                                                                        |                                                      |
| 2 de juny de 1781 - desembre de 1783                          | Pedro Correia de Seabra, Capità Major de Cacheu                                                                      |                                                      |
| 17 de desembre de 1783 - 7 d'abril de 1784                    | António Teles de Meneses, Capità Major de Cacheu                                                                     | Morí en funcions                                     |
| 1784? - 1786                                                  | João Pereira Barreto, Capità Major de Cacheu                                                                         | en exercisi                                          |
| Maig de 1786 - d. octubre de 1788                             | Luís Pedro de Araújo e Silva, Capità Major de Cacheu                                                                 |                                                      |
| d. 1788                                                       | Lopo de Almeida Henriques, Capità Major de Cacheu                                                                    |                                                      |
| Maig de 1793 - 1797                                           | Francisco Joaquim de Almeida Henriques, Capità Major de Cacheu                                                       |                                                      |
| desembre de 1797 - març de 1801                               | Manuel Pinto de Gouveia, Capità Major de Cacheu                                                                      |                                                      |
| 1801 - febrer de 1803                                         | José Joaquim de Sousa Trovão, Capità Major de Cacheu                                                                 |                                                      |
| febrer de 1803 - 1804                                         | Manuel Gonçalves dos Santos, Capità Major de Cacheu                                                                  | en exercisi                                          |
| 1804                                                          | João Pereira Barreto, Jr., Capità Major de Cacheu                                                                    | en exercisi                                          |
| 1804 - 1811                                                   | João António Pinto, Capità Major de Cacheu                                                                           |                                                      |
| 16 de febrer de 1812 - 22 d'agost de 1814                     | Joaquim José Rebelo de Figueiredo e Góis, Capità Major de Cacheu                                                     |                                                      |
| 22 d'agost de 1814 - abril de 1815                            | João Pereira Barreto, Manuel Gomes de Oliveira i António de Miranda de Carvalho, Triumvirat de Cacheu (en rebel·lió) |                                                      |
| Abril de 1815 - 1818                                          | João Cabral da Cunha Godolfim, Capità Major de Cacheu                                                                | 1r mandat                                            |
| desembre de 1818 - 9 de juliol de 1819                        | João Teles de Meneses Drummond, Capità Major de Cacheu                                                               | Morí en funcions                                     |
| 1819? - 1821                                                  | José Correia de Barros, Capità Major de Cacheu                                                                       | en exercisi                                          |
| Abril de 1821 - 1823                                          | João de Araújo Gomes, Capità Major de Cacheu                                                                         |                                                      |
| desembre de 1823 - 1826                                       | João Cabral da Cunha Godolfim, Capità Major de Cacheu                                                                | 2n mandat                                            |
| 1826 - 182?                                                   | António Tavares da Veiga dos Santos, Capità Major de Cacheu                                                          |                                                      |
| 1829 - 18??                                                   | José Joaquim Lopes de Lima, Capità Major de Cacheu                                                                   |                                                      |
| 1830 - 183?                                                   | João Cabral da Cunha Godolfim, Capità Major de Cacheu                                                                | 3r mandat                                            |
| 30 de març de 1834 - 1835                                     | Honório Pereira Barreto, Capità Major de Cacheu                                                                      | 1r mandat (1813 - 1859)                              |
| c. 1835 - 1837                                                | José António Ferreira, Capità Major de Cacheu                                                                        |                                                      |
| Agost de 1838 - 18??                                          | Delfim José dos Santos, Capità Major de Cacheu                                                                       |                                                      |
| Octubre de 1842 - 1844                                        | António dos Santos Chaves, Capità Major de Cacheu                                                                    |                                                      |
| Agost de 1844 - 1846                                          | José Xavier do Crato, Capità Major de Cacheu                                                                         | 1r mandat                                            |
| 1846 - 1848                                                   | Honório Pereira Barreto, Capità Major de Cacheu                                                                      | 2n mandat (1813 - 1859)                              |
| 1848 - c. 1849                                                | José Xavier do Crato, Capità Major de Cacheu                                                                         | 2n mandat                                            |
| c. 1849 - 1852                                                | ..., Capità Major de Cacheu                                                                                          |                                                      |
| 1852 - c. 1854                                                | Honório Pereira Barreto, Capità Major de Cacheu, depois (1852) Governador da Praça de Cacheu                         | 3r mandat (1813 - 1859)                              |
| c. 1864 - c. 1865                                             | Joaquim Alberto Marques, Governador da Praça de Cacheu                                                               |                                                      |
| c. 1868 - c. 1871                                             | João Carlos Cordeiro Lobo de Almeida Neto Fortes, Governador de la Plaça de Cacheu                                   |                                                      |

## Bissau
| Període                                     | Incumbent                                                                   | Notes                                                        |
| ------------------------------------------- | --------------------------------------------------------------------------- | ------------------------------------------------------------ |
| Capitania Major de Bissau                   |                                                                             |                                                              |
| 15 de març de 1692 - 15 de març de 1694     | José Pinheiro da Câmara, Capità Major de Bissau                             | 1r mandat                                                    |
| 1694 - 1696                                 | Santos Vidigal Castanho, Capità Major de Bissau                             | Morí en 1707                                                 |
| 1696 - 1699                                 | José Pinheiro da Câmara, Capità Major de Bissau                             | 2n mandat                                                    |
| 1699 - 1707                                 | Rodrigo de Oliveira da Fonseca, Capità Major de Bissau                      |                                                              |
| desembre de 1707 - novembre de 1753         | Abandonada                                                                  |                                                              |
| novembre de 1753 - 1756?                    | Nicolau de Pina de Araújo, Capità Major de Bissau                           |                                                              |
| c. 1757 - 1759                              | Manuel Pires Correia, Capità Major de Bissau                                |                                                              |
| 1759 - 17??                                 | Duarte José Róis, Capità Major de Bissau                                    |                                                              |
| c. 1763 - 17??                              | Filipe José de Souto-Maior, Capità Major de Bissau                          |                                                              |
| 1766 - 1775                                 | Sebastião da Cunha Souto-Maior, Capità Major de Bissau                      |                                                              |
| 1775 - 1790                                 | Inácio Xavier Baião, Capità Major de Bissau                                 | En exercisi des de 8 d'abril de 1775                         |
| 1790 - 1792?                                | Alexandre Manuel, Capità Major de Bissau                                    |                                                              |
| 1792 - 4 de maig de 1793                    | Domingos da Veiga Escórcio, Capità Major de Bissau                          | 1r mandat; en exercisi                                       |
| 4 de maig de 1793 - juny de 1793            | José António Pinto, Capità Major de Bissau                                  | 1r mandat                                                    |
| juny de 1793 - novembre de 1793             | Domingos da Veiga Escórcio, Capità Major de Bissau                          | 2n mandat; en exercisi                                       |
| novembre de 1793 - 1799                     | José António Pinto, Capità Major de Bissau                                  | 2n mandat                                                    |
| 1799 - 1800                                 | João das Neves Leão, Capità Major de Bissau                                 |                                                              |
| juny de 1800 - 1802                         | José Calazans Pereira de Sousa Pinto, Capità Major de Bissau                |                                                              |
| febrer de 1803 - juliol de 1804             | António Cardoso de Faria, Capità Major de Bissau                            | Morí en funcions                                             |
| juliol de 1804 - febrer de 1805             | António Cardoso de Figueiredo e Melo, Capità Major de Bissau                | 1r mandat                                                    |
| 18 de febrer de 1805 - juliol de 1811       | Manuel Pinto de Gouveia, Capità Major de Bissau                             |                                                              |
| juliol de 1811 - 181?                       | António Cardoso de Figueiredo e Melo, Capità Major de Bissau                | 2n mandat                                                    |
| desembre de 1815 - gener de 1823            | João Higino Curvo Semedo, Capità Major de Bissau                            |                                                              |
| Abril de 1823 - 1825                        | Joaquim António de Matos, Capità Major de Bissau                            | 1r mandat (1788 - 1843)                                      |
| desembre de 1825 - maig de 1826             | Domingos Alves de Abreu Picaluga, Capità Major de Bissau                    |                                                              |
| 1826 - 1827                                 | Joaquim António de Matos, Capità Major de Bissau                            | 2n mandat (1788 - 1843)                                      |
| 18 de gener de 1827 - 1829                  | Francisco José Muacho, Capità Major de Bissau                               |                                                              |
| c. 1829 - juliol de 1830                    | Caetano José Nozolini, Capità Major de Bissau                               | 1r mandat (1799 - 1850)                                      |
| juliol de 1830 - 1834                       | Joaquim António de Matos, Capità Major de Bissau                            | 3r mandat (1788 - 1843)                                      |
| 1835                                        | Caetano José Nozolini, Capità Major de Bissau                               | 2n mandat; en exercisi (1799 - 1850)                         |
| 1835                                        | João José António Frederico, Capità Major de Bissau                         | (1799 - 1846)                                                |
| 1835 - 1836                                 | Joaquim António de Matos, Capità Major de Bissau                            | 4t mandat; en exercisi des de desembre de 1835 (1788 - 1843) |
| 1836 - 8 de gener de 1837                   | José Eleutério da Rocha Vieira, Capità Major de Bissau                      | Morí en funcions                                             |
| gener de 1837 - març? de 1837               | José António Ferreira Martins, Capità Major de Bissau                       |                                                              |
| 13 de març de 1837 - 27 de juliol de 1839   | Honório Pereira Barreto, Capità Major de Bissau                             | 1r mandat (1813 - 1859)                                      |
| juliol de 1839 - 1840                       | José Gonçalves Barbosa, Capità Major de Bissau                              | 1r mandat                                                    |
| 1840 - 1841                                 | Honório Pereira Barreto, Capità Major de Bissau                             | 2n mandat (1813 - 1859)                                      |
| 1841 - 1842                                 | José Paulo Machado, Capità Major de Bissau                                  |                                                              |
| 1842                                        | Alois da Rola Dziezaski, Capità Major de Bissau                             | 1r mandat                                                    |
| 1842 - 1843                                 | António Tavares da Veiga dos Santos, Capità Major de Bissau                 |                                                              |
| 1843                                        | António José Torres, Capità Major de Bissau                                 |                                                              |
| 1843 - 1844                                 | José Maria Coelho, Capità Major de Bissau                                   |                                                              |
| 1844 - 1845                                 | Alois da Rola Dziezaski, Capità Major de Bissau                             | 2n mandat                                                    |
| 1845 - 1847                                 | Joaquim de Azevedo de Alpoim, Capità Major de Bissau                        |                                                              |
| 1847 - 1848                                 | Carlos Maximiliano de Sousa, Capità Major de Bissau                         |                                                              |
| 1848 - 1850                                 | Caetano José Nozolini, Capità Major de Bissau                               | 3r mandat; Morí en funcions (1799 - 1850)                    |
| 1850 - 1851?                                | Nicolau Monteiro de Macedo, Capità Major de Bissau                          | en exercisi                                                  |
| 1851 - 1852?                                | Alois da Rola Dziezaski, Capità Major de Bissau                             | 3r mandat                                                    |
| 1852                                        | Libânio Evangelista dos Santos, Capità Major de Bissau                      |                                                              |
| 1852 - 1853                                 | José Maria Lobo de Ávila, Capità Major de Bissau                            |                                                              |
| 1853                                        | Francisco Alberto de Azevedo, Capità Major de Bissau                        | en exercisi                                                  |
| 1853                                        | Diogo Maria de Morais, Capità Major de Bissau                               |                                                              |
| 1853                                        | José Maria Correia da Silva, Capità Major de Bissau                         |                                                              |
| 1853 - 1854                                 | Honório Pereira Barreto, Capità Major de Bissau                             | 3r mandat (1813 - 1859)                                      |
| 1854                                        | Pedro Henriques Romão Ferreira, Capità Major de Bissau                      |                                                              |
| 1855 - 19 d'abril de 1858                   | Honório Pereira Barreto, Capità Major de Bissau                             | 4t mandat (1813 - 1859)                                      |
| 19 d'abril de 1858 - 27 de juny de 1858     | António Pereira Mouzinho de Albuquerque Cota Falcão, Capità Major de Bissau | Morí en funcions (1829 - 1858)                               |
| 27 de juny de 1858 - 1858                   | João José Corsino Peres, Capità Major de Bissau                             | 1r mandat; en exercisi                                       |
| 1858 - 16 d'abril de 1859                   | Honório Pereira Barreto, Capità Major de Bissau                             | 5.º Mandato; Morí en funcions (1813 - 1859)                  |
| 16 d'abril de 1859 - 25 de febrer de 1860   | João José Corsino Peres, Capità Major de Bissau                             | 2n mandat; en exercisi                                       |
| 25 de febrer de 1860 - 25 de febrer de 1862 | António Cândido Zagalo, Capità Major de Bissau                              | Morí en funcions                                             |
| febrer de 1862 - 28 de març de 1863         | António Maria Maurity, Capità Major de Bissau                               | en exercisi (1817 - 1868)                                    |
| 1863 - 1868                                 | Joaquim Alberto Marquês, Capità Major de Bissau                             | 1r mandat                                                    |
| 1868                                        | Bernardo José Moreira, Capità Major de Bissau                               |                                                              |
| 1868 - 1869                                 | Manuel Fortunato de Meira, Capità Major de Bissau                           |                                                              |
| 1869 - gener de 1871                        | Álvaro Teles Caldeira, Capità Major de Bissau                               | Morí en 187?                                                 |
| gener de 1871 - juny de 1871                | José Xavier do Crato, Capità Major de Bissau                                | en exercisi                                                  |
| 30 de juny de 1871 - 187?                   | Joaquim Alberto Marquês, Capità Major de Bissau                             | 2n mandat                                                    |
| 187? - 1877                                 | Joaquim José Lobato de Faria, Capità Major de Bissau                        | en exercisi                                                  |
| c. 1877 - 1879                              | António José Cabral Vieira, Capità Major de Bissau                          | (18?? - 1910)                                                |

## Bolama i Río Bolama
| Període                                                         | Incumbent | Notes         |
| --------------------------------------------------------------- | --- | ------------- |
| Comandament i Factoria de Bolama i Administració del Riu Bolama | |               |
| juny de 1792 - 29 de novembre de 1792                           | Philip Beaver, Comandant de Bolama - Establiment Britànic a l'Illa de Bolama (Colònia de Beaver)                                                                              | (1766 - 1813) |
| 29 de novembre de 1792 - 1814                                   | Abandonada |               |
| 1814 - 1816                                                     | Joseph Scott, Facor de Bolama - els Britànics fundaren una Factoria, però fou destruïda per una incursió dels Bijango                                                         |               |
| 1816 - gener de 1859                                            | Abandonada |               |
| gener de 1859 - 186?                                            | David Lawrence, Administrador de Riu Bolama – el Regne Unit declara Riu Bolama annexata Sierra Leone en 1860                                                                  | Em exercício  |
| a. 1866                                                         | Brownlow Layard, Administrador de Riu Bolama |               |
| c. 1867                                                         | J. A. Smith, Administrador de Riu Bolama |               |
| c. 1868 - 1 d'octubre de 1870                                   | James Craig Loggie, Administrador de Riu Bolama – u Arbitratge nternacional concedeix Bolama a Portugal el 21 d'abril de 1870, és restaurada a Portugal a 1 d'octubre de 1870 |               |

## Guinea Portuguesa
| Període                                     | Incumbent                                                       | Notes                                                           |
| ------------------------------------------- | --------------------------------------------------------------- | --------------------------------------------------------------- |
| Soberinia Portuguesa                        |                                                                 |                                                                 |
| 1881 - 1884                                 | Pedro Inácio de Gouveia, Governador                             | 1r mandat                                                       |
| 1885 - 1886                                 | Francisco de Paula Gomes Barbosa, Governador                    |                                                                 |
| 1886 - 1887                                 | José Eduardo de Brito, Governador                               |                                                                 |
| 1887                                        | Eusébio Castelo do Vale, Governador                             |                                                                 |
| 30 de maig de 1887 - 4 de setembre de 1888  | Francisco Teixeira da Silva, Governador                         |                                                                 |
| 1888 - 1890                                 | Joaquim da Graça Correia e Lança, Governador                    |                                                                 |
| 1890 - 1891                                 | Augusto Rogério Gonçalves dos Santos, Governador                |                                                                 |
| 30 d'abril de 1891 - 1895                   | Luís Augusto de Vasconcelos e Sá, Governador                    |                                                                 |
| 1895                                        | Eduardo de Oliveira, Governador                                 |                                                                 |
| 1895 - 1897                                 | Pedro Inácio de Gouveia, Governador                             | 2n mandat                                                       |
| 1897 - 1898                                 | Álvaro Herculano da Cunha, acting Governador                    | 1r mandat                                                       |
| 1898 - 1899                                 | Albano Mendes de Magalhães Ramalho, Governador                  |                                                                 |
| 1899 - 1900                                 | Álvaro Herculano da Cunha, acting Governador                    | 2n mandat                                                       |
| 1901 - 1903                                 | Joaquim Pedro Vieira Júdice Biker, acting Governador            |                                                                 |
| 1903 - 1904                                 | Alfredo Cardoso de Soveral Martins, acting Governador           |                                                                 |
| 1904                                        | João Mateus Lapa Valente, acting Governador                     |                                                                 |
| 1904 - 1906                                 | Carlos de Almeida Pessanha, Governador                          |                                                                 |
| 1906 - 1909                                 | João Augusto de Oliveira Muzanty, Governador                    |                                                                 |
| 1909 - 1910                                 | Francelino Pimentel, Governador                                 |                                                                 |
| 23 d'octubre de 1910 - Agosto de 1913       | Carlos de Almeida Pereira, Governador                           |                                                                 |
| 1913 - 1914                                 | José António de Andrade Sequeira, Governador                    | 1r mandat                                                       |
| 1914 - 1915                                 | José de Oliveira Duque, Governador                              | 1r mandat                                                       |
| 1915 - 1917                                 | José António de Andrade Sequeira, Governador                    | 2n mandat                                                       |
| 1917                                        | Manuel Maria Coelho, Governador                                 |                                                                 |
| 1917 - 1919                                 | Carlos Ivo de Sá Ferreira, Governador                           |                                                                 |
| 1919                                        | José de Oliveira Duque, Governador                              | 2n mandat                                                       |
| 1919                                        | José Luís Teixeira Marinho, Governador                          |                                                                 |
| 1919 - 1920                                 | Henrique Alberto de Sousa Guerra, Governador                    |                                                                 |
| 1921 - 1926                                 | Jorge Frederico Velêz Caroco, Governador                        |                                                                 |
| 1927 - 1931                                 | António Leite de Magalhães, Governador                          |                                                                 |
| 1931 - 1932                                 | João José Soares Zilhão, Governador                             |                                                                 |
| 1932 - 1940                                 | Luís António de Carvalho Viegas, Governador                     |                                                                 |
| 1941 - 1945                                 | Ricardo Vaz Monteiro, Governador                                |                                                                 |
| 25 d'abril de 1945 - 1950                   | Manuel Maria Sarmento Rodrigues, Governador                     |                                                                 |
| 1951 - 1953                                 | Raimundo António Rodrigues Serrão, Governador                   |                                                                 |
| 1954 - 1956                                 | Diogo António José Leite Pereira de Melo e Alvim, Governador    |                                                                 |
| 1957 - 1958                                 | Álvaro Rodrigues da Silva Tavares, Governador                   |                                                                 |
| 1959 - 1962                                 | António Augusto Peixoto Correia, Governador                     |                                                                 |
| 1962 - 1965                                 | Vasco António Martínez Rodrigues, Governador                    |                                                                 |
| 1965 - 1968                                 | Arnaldo Schulz, Governador                                      |                                                                 |
| 20 de maig de 1968 - 1973                   | António Sebastião Ribeiro de Spínola, Governador                |                                                                 |
| 30 d'agost - 24 de setembre de 1973         | José Manuel de Bettencourt Conceição Rodrigues, Governador      |                                                                 |
| República de Guinea Bissau                  | Declaració d'Independència                                      | Declaració d'Independència                                      |
| 24 de setembre de 1973 - 27 d'abril de 1974 | José Manuel de Bettencourt Conceição Rodrigues, Governador      |                                                                 |
| 27 d'abril - 2 de maig de 1974              | Mateus da Silva, Governador                                     |                                                                 |
| 2 de maig - maig de 1974                    | São Gouveia, Governador                                         |                                                                 |
| Maig - 10 de setembre de 1974               | Carlos Alberto Idães Soares Fabião, Governador                  |                                                                 |
| 10 de setembre de 1974                      | Reconeixement de la independència de República de Guinea Bissau | Reconeixement de la independència de República de Guinea Bissau |